# Гватемала
Гватема́ла (исп. Guatemala, [ɣwateˈmala]), официальное название — Респу́блика Гватема́ла (исп. República de Guatemala, [reˈpuβlika ðe ɣwateˈmala]) — государство в Центральной Америке. Граничит с Сальвадором на юго-западе, Гондурасом на юге, Белизом на северо-востоке и Мексикой на севере. Омывается Карибским морем на востоке и Тихим океаном на юге.
Крупнейшая по численности населения из центральноамериканских республик.
Столица — город Гватемала. Официальный язык — испанский.

## Этимология
Название «Гватемала» происходит от астекского слова Cuauhtēmallān, означающего «место многих деревьев», производного от слова языка племени киче «много деревьев» или, возможно, деревьев рода Eysenhardtia. Это название территории дали солдаты Тласкала, которые сопровождали Педро де Альварадо во время испанского завоевания.

## География

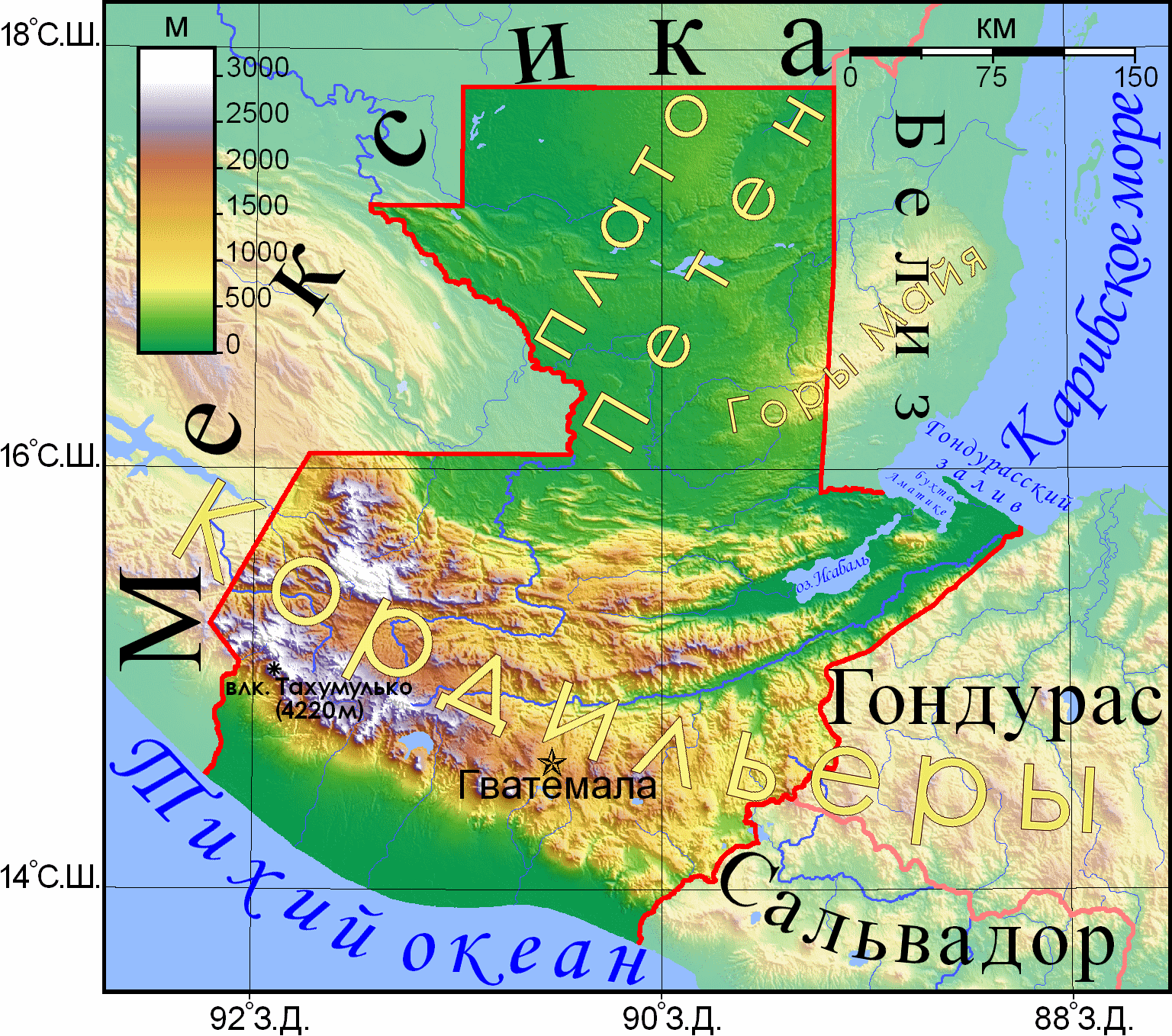
Топографическая карта Гватемалы

Гватемала граничит с Белизом, Сальвадором, Гондурасом и Мексикой.
Страна омывается двумя океанами: Тихим (порты Кетцаль и Сан-Хосе) и Атлантическим (Карибское море, порты Пуэрто-Барриос и Санто-Томас-де-Кастилья). На тихоокеанском побережье расположены наиболее популярные пляжи и курортные зоны страны (Монтеррико, Сан-Хосе, Реталулеу), где среди туристов наиболее популярен виндсёрфинг, благодаря высоким волнам. На Карибском побережье популярны пляжи Пунта-де-Пальма и Ливингстон, особенно для отдыха с детьми, из-за отсутствия волн и небольшой глубины моря у берега.
Более половины территории Гватемалы принадлежит горному поясу Кордильер, представленному вулканическим нагорьем Сьерра-Мадре с высочайшей вершиной Центральной Америки — вулканом Тахумулько (4220 м) и складчато-глыбовым нагорьем с хребтами Сьерра-де-лос-Кучуматанес и Сьерра-де-лас-Минас, переходящими к северу в закарстованные низкогорья Альта-Верапас, опускающимся к низкому слабовсхолмлённому плато Петен. Со стороны Белиза в Гватемалу заходят невысокие горы Майя. Тихоокеанское побережье занято низменной аллювиальной равниной.
Лесом покрыто около 83 % территории страны по данным 2006 года, при этом высоки темпы обезлесения (1,7 % в год).
Крупнейшие озёра: Исабаль, Атитлан, Петен-Ица, Аматитлан.
На территории страны насчитывается 33 вулкана, из которых 3 до сих пор представляют угрозу. Наиболее известный вулкан Агуа в 1541 году, извергнув из себя потоки кипящей воды и грязи, уничтожил первую столицу Гватемалы, а также вулкан Пакая (последнее мощное извержение в 1965 году). Землетрясения очень часты в стране из-за вулканов и особенностей структуры тихоокеанского дна. Наиболее сильное землетрясение последнего времени произошло 4 февраля 1976 года, разрушившее 90 % столицы и других крупных городов (тогда погибло более 20 тыс. человек и более миллиона остались без крова).

### Климат
Климат — тропический, среднегодовая температура на побережье и на равнине составляет 23-27°, на плоскогорье — 15-20°; лето, или сухой сезон (ноябрь-апрель), и зима, или дождливый сезон (с мая по октябрь), различаются только количеством осадков и ночными температурами, которые в декабре-январе в горах опускаются до −10° и на плоскогорье до 0°. Понятия «лето» и «зима» в данном случае условны и обозначают сухой сезон и сезон дождей соответственно. Наиболее жаркими месяцами являются февраль-май. В зимний период (с мая по октябрь) из-за обильных осадков случаются ураганы и наводнения. Самые значительные произошли в 1998 году (ураган Митч) и в 2005 году (Стан), в которых пострадала от наводнений и ветров большая часть страны. В среднем выпадает 1300 мм осадков.

### Растительный и животный мир
В лесах Гватемалы много ценных пород дерева — розовое дерево, кипарис, виды сосен, пихта гватемальская (реже, и только в западной части страны — пихта священная (Abies religiosa)), красное дерево, бальса, гваяковое дерево, саподилья и другие.
Животный мир весьма разнообразен. Хищники — пумы и ягуары. Есть муравьеды, дикобразы, ленивцы, броненосцы. Крупных травоядных, за исключением тапиров, нет.
В лесах тихоокеанского побережья водятся игуаны — огромные ящерицы до 2 м длиной (их используют на мясо, также добываются яйца игуан). Около 2 тыс. видов птиц. В реках Гватемалы встречаются крокодилы-кайманы, мясо которых употребляется в пищу местными жителями. Омывающие Гватемалу моря богаты рыбой и креветками.

## История

### Древние времена
Первые поселения на территории современной Гватемалы возникли в 1-м тысячелетии до нашей эры. Заселяли их индейцы майя, у которых не было единого государства.

### Средние века
Во II—IX в. н. э. — расцвет культуры майя, затем наступил период упадка. В X—XI вв. в Гватемалу из Табаско пришли тольтеки, к которым относились и племена киче, и завоевали центральное нагорье со столицей Кумарках (Утатлан). К концу XIV в. в подчинении у киче оказались многие народы Гватемалы. В XV в. от киче отделилась народность какчикели, образовав своё государство.
В начале XV в. н. э. велись постоянные войны между мелкими государствами.

### Колониальный период
В 1523 году началась колонизация страны испанцами под предводительством Педро де Альварадо. Наибольшее сопротивление испанцам оказало племя киче, до сих пор остающееся крупнейшим индейским племенем Гватемалы. Всё же конкистадоры в 1524 году захватили главный город племени киче Гумарках. По приказу Педро де Альварадо город был сожжён вместе с его знатью. К тому времени Альварадо вместе со своими союзниками из местных народов уже разгромил основную армию Киче, которую возглавлял Текун Уман, выходец из царской семьи Киче, носивший титул «великий предводитель воинов», в битве на окраине города Кетцальтенанго. Согласно летописям, Альварадо якобы лично убил Текум Умана. К 1525 году индейцы были, в основном, покорены. Но их последнее независимое государственное образование на территории современной Гватемалы, со столицей Тах-Ица (Нох-Петен), известной испанцам как Тайясаль, было покорено лишь в 1697 году.
С XVI века испанцы начали в Гватемале создавать плантации и добывать золото и серебро. Однако хозяйственное освоение страны было весьма слабым. На экспорт поставлялись практически только красители — из индиго и из насекомых (кошениль). В 1564 году было создано генерал-капитанство Гватемала.
Ввоз негров-рабов в Гватемалу был незначителен. Практически все негры растворились среди местного населения.
До 1773 года столицей считался город Антигуа-Гватемала, пока не был разрушен землетрясением. Столицу перенесли в нынешний город Гватемала.

### XIX век
В начале XIX века начались войны за независимость в испанских колониях Америки. 15 сентября 1821 года была провозглашена независимость Мексиканской империи, куда вошла Гватемала. Вскоре, в 1823 году от Мексики откололись центральноамериканские провинции: Коста-Рика, Сальвадор, Никарагуа, Гондурас и Гватемала, которые провозгласили собственное, независимое государство — Соединённые Провинции Центральной Америки. Первым президентом Федерации был Мануэль Хосе Арсе. Его непоследовательность на посту президента, а также разногласия среди консерваторов и либералов, привели страну к гражданской войне (1826—1829). Сменивший на его посту либерал Франсиско Морасан не смог справиться с консерваторами и подавить сепаратизм в регионах, что привело к распаду Соединённых Провинций в 1840 году.
С 1840 года страной стал управлять поддерживаемый консерваторами Рафаэль Каррера, президент Гватемалы с 1844 вплоть до своей смерти в 1865 году.
С начала 1860-х годов переселенцы из Германии стали культивировать в Гватемале плантации кофейных деревьев, в результате кофе стал важнейшим экспортным товаром Гватемалы.

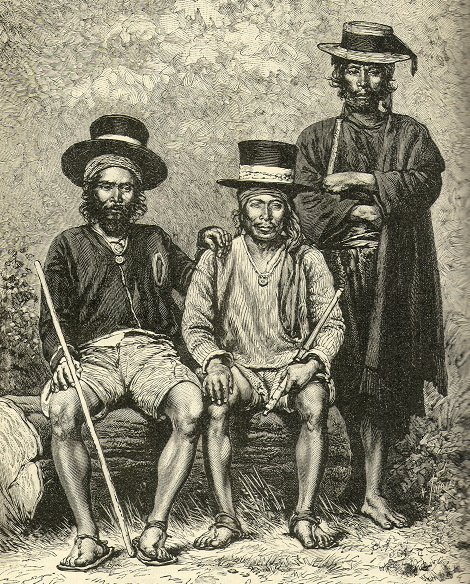
Городские алкальды из народа майя, 1891

В 1871 году либералы произвели государственный переворот в Гватемале, и президентом стал генерал Руфино Баррильос. Он изгнал из Гватемалы монашеские ордена, конфисковал их имущество, а также имущество крупнейших консерваторов. При нём начались постройка железных дорог и предпринят ряд мер для развития сельского хозяйства и распространения грамотности населения. В то же время Баррильос страстно желал вновь создать единое государство Центральной Америки. После неудачи мирных переговоров с соседними странами, Баррильос решил силой организовать федерацию, но в сражении против армии Сальвадора в 1885 году был убит.

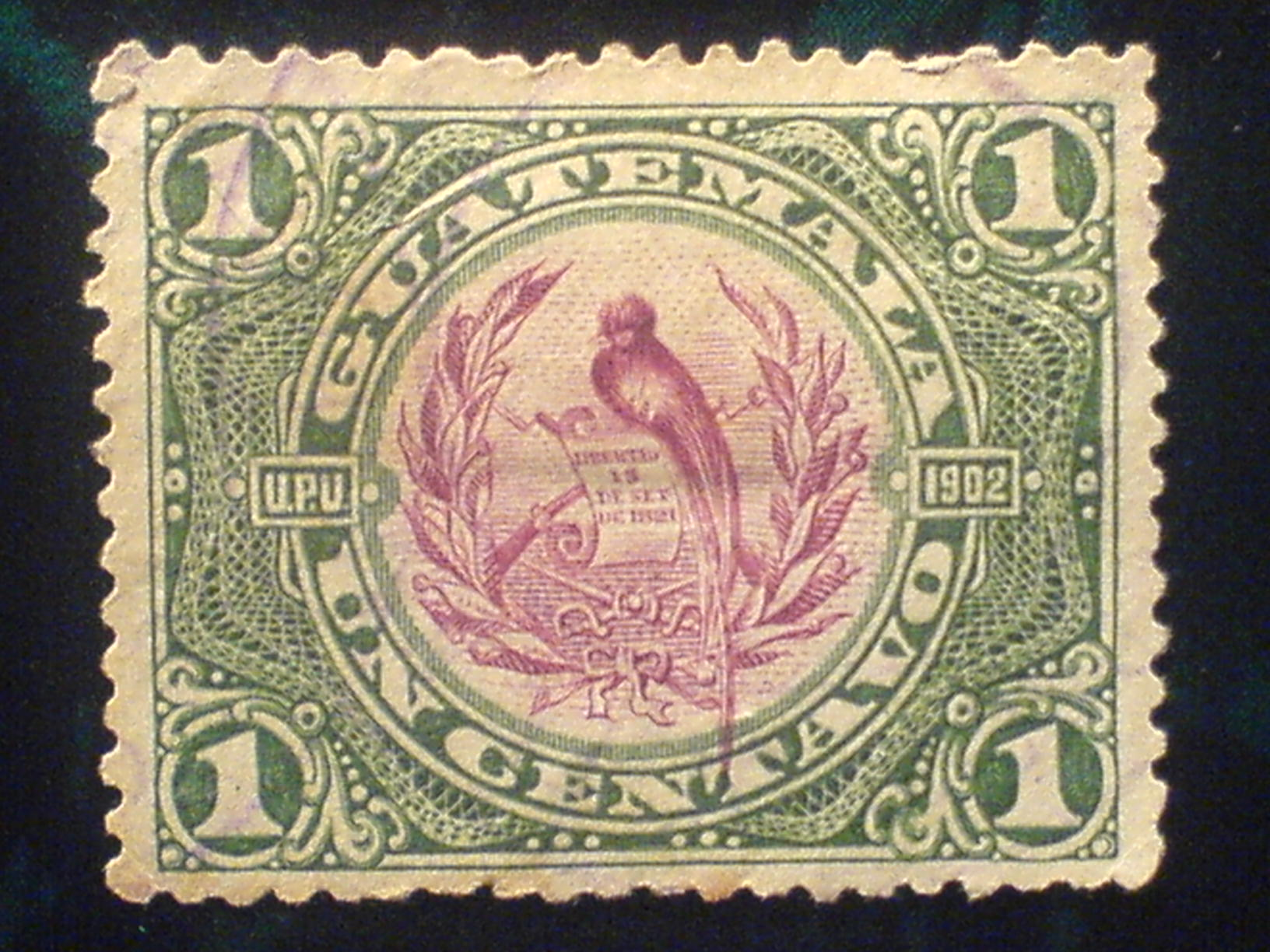
Почтовая марка республики Гватемала (1902 г.)

В 1898 году президентом стал либерал Мануэль Кабрера, предоставивший американцам, в частности, компании «United Fruit Company», ряд плодородных земель, на которых компания создала крупные плантации бананов, ставших вторым, после кофе, экспортным товаром Гватемалы.

### XX век
Компания «United Fruit» в начале XX века существенно расширила гватемальский порт Пуэрто-Баррьос на атлантическом побережье страны. Затем она стала расширять порты Гватемалы на тихоокеанском побережье.
Гватемала приняла ограниченное участие в Первой мировой войне на стороне Антанты.
После свержения Кабреры либералами (в 1920 году) была схватка за власть, в которой в 1931 году победил генерал Хорхе Убико. Он предоставил компании «Юнайтед Фрут» новые земли, причём совершенно бесплатно, и потому пользовался поддержкой США. В короткое время он стал диктатором.
В 1930-е годы крупнейшим после США внешнеторговым партнёром Гватемалы стала Германия — треть объёма экспорта и импорта Гватемалы. Однако в декабре 1941 года Гватемала была вынуждена вслед за США объявить войну странам «оси» — Германии, Италии и Японии. В военных действиях Гватемала не участвовала, только прекратила торговлю с этими странами.
В июле 1944 года произошло выступление младших армейских офицеров, студентов и учителей против диктатуры Убико. Стремясь сохранить за собой рычаги власти, тот передал пост президента генералу Понсе. Однако в октябре 1944 года он был свергнут в результате государственного переворота под руководством майора Араны и капитана Арбенса. В ходе переворота было убито около ста человек. Страной стала править военная хунта. Затем были проведены выборы, и президентом Гватемалы стал писатель Хосе Аревало, который повёл более независимую от США политику, в частности, установил дипломатические отношения с СССР. Сам Аревало называл себя «христианским социалистом».
В 1951 году на выборах победил ставший уже полковником Хакобо Арбенс, выиграв их у проамериканского политика Мигеля Идигораса. Арбенс повел себя ещё более радикально — отказался послать контингент в Корею и национализировал земли компании «Юнайтед Фрут», выплатив ей компенсацию в миллион долларов, хотя Убико отдал эти земли совершенно бесплатно, а компания требовала 16 миллионов. Экономическое давление на Арбенса не помогло, и «Юнайтед Фрут» стала искать поддержку в высших эшелонах власти США. И нашла — у братьев Даллес, один из которых — Аллен — работал директором ЦРУ, а другой — Джон Фостер — был госсекретарем. Их поддержал и президент Эйзенхауэр — он считал, что Арбенс настроен просоветски и идёт к коммунизму. Между тем в Гватемале действительно возросло влияние рабочих и социалистических движений и партий. В 1954 году состоялся учредительный съезд Гватемальской партии труда, генеральным секретарем которой стал Бернардо Альварадо Монсон.
В июне 1954 года Арбенс был свергнут в результате Операции PBSUCCESS. Президентом стал полковник Кастильо Армас, который вернул земли «Юнайтед Фрут» и переориентировался на США. В 1957 году он был убит. Вскоре президентом стал генерал Идигорас Фуэнтес, при котором в стране началась гражданская война.
Началась она после того, как 13 ноября 1960 года было подавлено вооруженное восстание группы младших армейских офицеров, часть из которых после поражения которые ушли партизанить. В 1962 году к ним присоединились силы коммунистических Повстанческих вооружённых сил. В 1963 году Идигорас был свергнут полковником Перальтой Асурдией, который правил в стране до 1966 года. После этого президентом стал Мендес Монтенегро, начавший настоящую войну армии против партизан, при этом уничтожались целые деревни, поддерживавшие или просто сочувствующие партизанам. Большинство партий и движений были объявлены «вне закона». Активисты их либо были убиты, либо вынуждены были перейти на нелегальное положение.
В 1970 году президентом был избран Арана Осорио. При нём также проводилась жёсткая антикоммунистическая политика. Так, например, 26 сентября 1972 был казнен лидер гватемальских коммунистов Бернардо Альварадо Монсон.
В 1974 году титул президента приобрёл Лаухеруд Гарсия.
В 1976 году столица была разрушена сильнейшим землетрясением. Партизанское движение провело несколько масштабных военных операций. Армия ответила массовыми репрессиями.
Последующие президенты — Лукас Гарсия и Риос Монтт ещё более ужесточили репрессии. Монтт пришёл к власти в 1982 году. На время правления Монтта (1982—1983) приходится треть известных убийств за время гражданской войны (в которых большая доля вины также на совести левонастроенных партизан) и многочисленные карательные акции и репрессии против коренного индейского населения. В то же время Риос Монтт проводил активную социальную политику, расширял базу поддержки своего режима за счёт движения патрулерос. В 1983 году Риос Монтт был свергнут, к власти пришёл Оскар Мехиа Викторес. При нём в соседние страны бежало большое число гватемальцев. В мае 2013 года Риас Монтт был приговорен судом к 80 годам лишения свободы за причастность к убийству 1700 индейцев в северном департаменте Киче. Это преступление датируется 1982—1983 годами.
Президент Сересо Аревало начал смягчение репрессий. В 1991 году к власти пришёл Хоск Антонио Серрано, при котором репрессии возобновились.
В 1992 году Нобелевская премия мира была присвоена индейской активистке Ригоберте Менчу, которая выступала с открытым осуждением гватемальской диктатуры. В том же году начались переговоры с партизанскими группировками, 29 декабря 1996 года правительство Альваро Арсу подписало мирное соглашение с партизанами, однако ни бывшие военные правители, ни партизаны к ответственности привлечены до сих пор не были.

### XXI век
С 2004 года президентом страны был Оскар Бергер из партии Великий Национальный Альянс.
9 сентября 2007 года был проведён первый раунд очередных президентских выборов, победу в которых одержали бизнесмен Альваро Колом из левоцентристской партии Национальный Союз Надежды и бывший генерал гватемальской армии Отто Перес Молина из правоцентристской Патриотической партии. Второй раунд выборов состоялся 4 ноября 2007. Победу одержал Альваро Колом. 14 января 2008 года Альваро Колом официально обрёл полномочия президента Гватемалы.
На президентских выборах 2011 года победил кандидат Патриотической партии Отто Перес Молина, обошедший во втором туре кандидата от центристской партии «Обновлённая демократическая свобода» Мануэля Балдисона. Однако в 2015 году Молина был вынужден уйти в отставку в связи с коррупционным скандалом. На несколько месяцев титул президента стал носить Алехандро Мальдонадо Агирре, пока в январе 2016 году его не приобрёл избранный на досрочных выборах бывший комедийный актёр Джимми Моралес.
На президентских выборах 11 августа 2019 (во втором туре) победил правоцентрист Алехандро Джамматтеи.
Гватемала имеет дипломатические отношения с Российской Федерацией (установлены с СССР 19.02.1945, нормализованы 04.01.1991). 8 января 1992 года гватемальское правительство признало Российскую Федерацию в качестве государства-продолжателя СССР.
- 7 ноября 2012 года в Гватемале произошло землетрясение магнитудой 7,4.

## Политическая структура
См. также: Президенты Гватемалы
Гватемала — президентская республика. По Конституции Гватемалы 1985 года главой государства и правительства является президент.
Высший законодательный орган — однопалатный Конгресс Республики (160 депутатов), избираемый, как и президент, на 4 года.
Согласно Economist Intelligence Unit страна в 2018 была классифицирована по индексу демократии как гибридный режим.

### Политические партии
По итогам выборов 2023 года в Конгрессе Республики Гватемала представлены 17 политических партий. Основные из них:
- правоцентристская социально-консервативная «Вперёд» (40 мест из 160)
- правоцентристская социально-консервативная Национальный союз надежды (27 мест)
- левоцентристская универсальная Движение Семилья (24 места)
- центристская либеральная Кабал[англ.] (18 мест)
- правая национал-консервативная «Доблесть» (11 мест)
- правохристианская ВиВа[англ.] (9 мест)
- правоцентристская социально-консервативная Тодос (6 мест)
- правая популистская «Мы[англ.]» (5 мест)

Представлены также ещё 9 партий.

## Административное деление
Административно-территориальная структура Гватемалы включает 22 департамента:

Департаменты Гватемалы

| №   | Департамент   | Адм. центр           | Площадь, км² | Население, (2002) чел. | Плотность, чел./км² |
| --- | ------------- | -------------------- | ------------ | ---------------------- | ------------------- |
| 1.  | Альта-Верапас | Кобан                | 8 686        | 776 246                | 89,37               |
| 2.  | Баха-Верапас  | Салама               | 3 124        | 215 915                | 69,11               |
| 3.  | Чимальтенанго | Чимальтенанго        | 1 979        | 446 133                | 225,43              |
| 4.  | Чикимула      | Чикимула             | 2 376        | 302 485                | 127,31              |
| 5.  | Петен         | Флорес               | 35 854       | 366 735                | 10,23               |
| 6.  | Эль-Прогресо  | Гуастатоя            | 1 922        | 139 490                | 72,58               |
| 7.  | Киче          | Санта-Крус-дель-Киче | 8 378        | 655 510                | 78,24               |
| 8.  | Эскуинтла     | Эскуинтла            | 4 384        | 538 746                | 122,89              |
| 9.  | Гватемала     | Гватемала            | 2 126        | 2 541 581              | 1195,48             |
| 10. | Уэуэтенанго   | Уэуэтенанго          | 7 401        | 846 544                | 114,38              |
| 11. | Исабаль       | Пуэрто-Барриос       | 9 038        | 314 306                | 34,78               |
| 12. | Халапа        | Халапа               | 2 063        | 242 926                | 117,75              |
| 13. | Хутьяпа       | Хутьяпа              | 3 219        | 389 085                | 120,87              |
| 14. | Кесальтенанго | Кесальтенанго        | 1 951        | 624 716                | 320,20              |
| 15. | Реталулеу     | Реталулеу            | 1 856        | 241 411                | 130,07              |
| 16. | Сакатепекес   | Антигуа-Гуатемала    | 465          | 248 019                | 533,37              |
| 17. | Сан-Маркос    | Сан-Маркос           | 3 791        | 794 951                | 209,69              |
| 18. | Санта-Роса    | Куилапа              | 2 955        | 301 370                | 101,99              |
| 19. | Солола        | Солола               | 1 061        | 307 661                | 289,98              |
| 20. | Сучитепекес   | Масатенанго          | 2 510        | 403 945                | 160,93              |
| 21. | Тотоникапан   | Тотоникапан          | 1 061        | 339 254                | 319,75              |
| 22. | Сакапа        | Сакапа               | 2 690        | 200 167                | 74,41               |
|     | Всего         |                      | 108 890      | 11 237 196             | 103,20              |

## Экономика
В сельском хозяйстве занято 50 % работающих (14 % ВВП), 15 % — в промышленности (25 % ВВП), 35 % — в сфере обслуживания (61 % ВВП).
ВВП (2017): 68,2 млрд долларов (на душу населения по паритету покупательной способности — 4,47 тыс. долл., 102-е место в мире). Ниже уровня бедности — 56 % населения (в 2004 году).
Основа экономики: сельское хозяйство. Господствует крупное землевладение: на долю помещиков-латифундистов и иностранных компаний (0,2 % всех хозяйств) приходится 3/4 всей обрабатываемой земли, владельцы мелких участков (около 9/10 хозяйств) имеют в собственности лишь 15 % земли.
Главные товарные культуры — сахарный тростник (3,05 млн т в 2016—2017 гг), кукуруза, бананы, кофе (в стране насчитывается более 125 тыс. производителей этого растения, Гватемала входит в десятку самых крупных производителей кофе, почти половина урожая уходит на экспорт в США), кардамон (является самым большим производством в мире, в выращивании пряности занято порядка 300 тыс. человек из гватемальской провинции Кабан).
Потребительские культуры: кукуруза, фасоль, овощи, пшеница, картофель, рис; крупный рогатый скот, овцы, свиньи, цыплята.
Ведётся промысел креветок и переработка креветок, в том числе импортных для последующей перепродажи. В 2015 году Гватемала произвела всего 122 тысячи фунтов неочищенных обезглавленных креветок, при этом произведённые 2,488 млн фунтов очищенных креветок были результатом не собственного выращивания, а импорта сырых креветок из-за рубежа для переработки.
Промышленность — производство сахара-рафинада, одежды, добыча нефти.
Энергетика — основным энергоносителем в топливно-энергетической промышленности (ТЭК) является импортная и отечественная нефть. Производство электроэнергии 5,9 млрд кВт⋅ч (2000), потребление — 4,8 млрд кВт⋅ч (2000). Доля ТЭС на мазуте — 50 %, ГЭС — 45 % и 5 % — на других энергоносителях. Экспорт электроэнергии — 0,9 млрд кВт⋅ч, импорт — 1 млрд кВт⋅ч.
Экспорт (11,6 млрд долл. в 2016): бананы, кофе, сахар, пальмовое масло, фрукты и овощи.
Основные покупатели: США ($4,11 млрд) — 36 %, Сальвадор ($1,08 млрд) — 9,3 %, Гондурас ($854 млн) — 7,4 %, Канада ($613 млн) — 5,3 % и Никарагуа ($569 млн) — 4,9 %.
Импорт ($16,8 млрд в 2016): топливо, машины и транспортные средства, строительные материалы, зерно, удобрения, электроэнергия, текстиль, продукты питания, химическая продукция, медицинские препараты, металлы и изделия из них, оборудование для промышленных предприятий, товары народного потребления, бумага и картон.
Основные поставщики: США ($6,41 млрд) — 38 %, Мексика ($1,92 млрд) — 11 %, Китай ($1,89 млрд) — 11 %, Сальвадор ($797 млн) — 4,7 % и Коста-Рика ($583 млн) — 3,6 %.

## Население

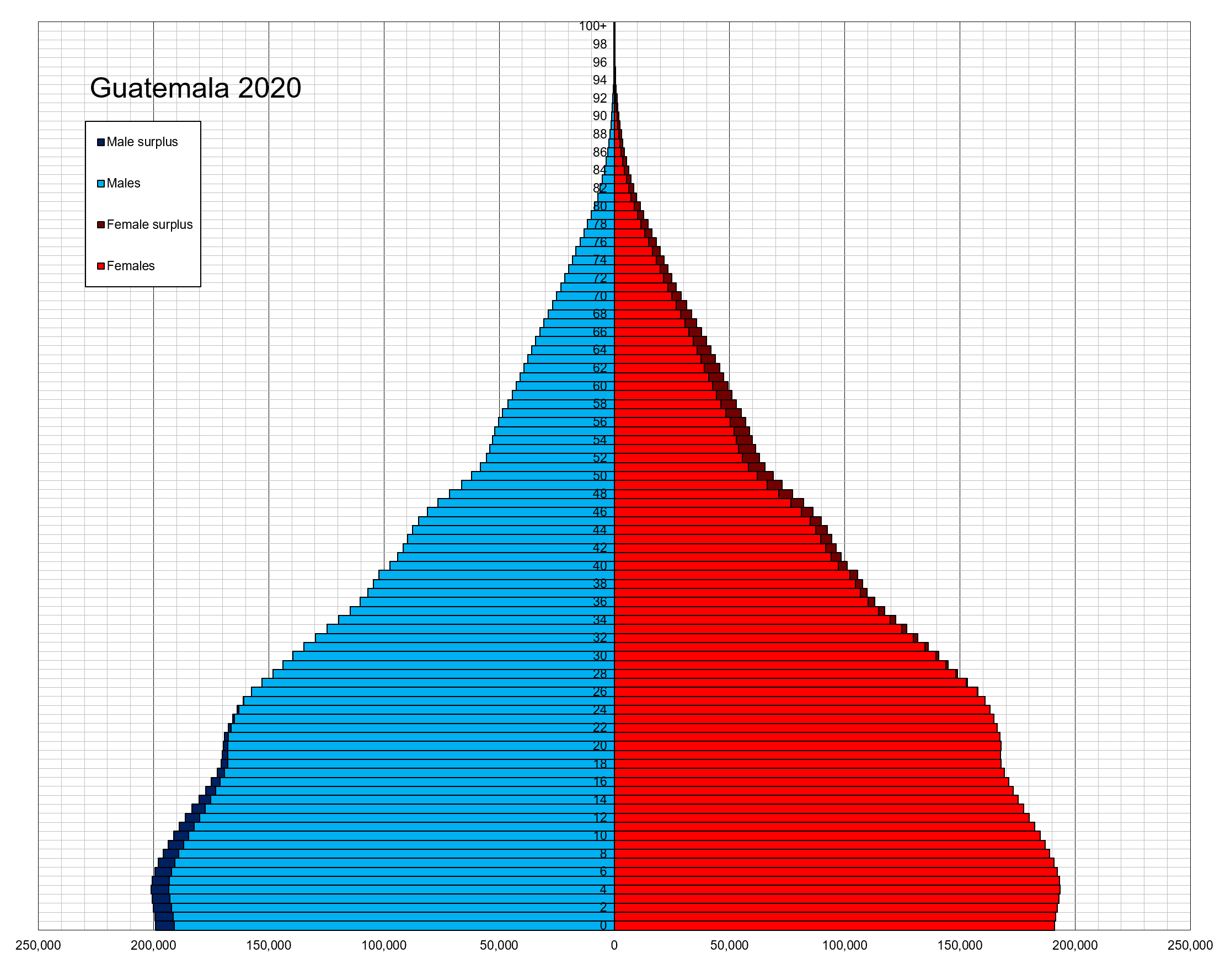
Возрастно-половая пирамида населения Гватемалы на 2020 год

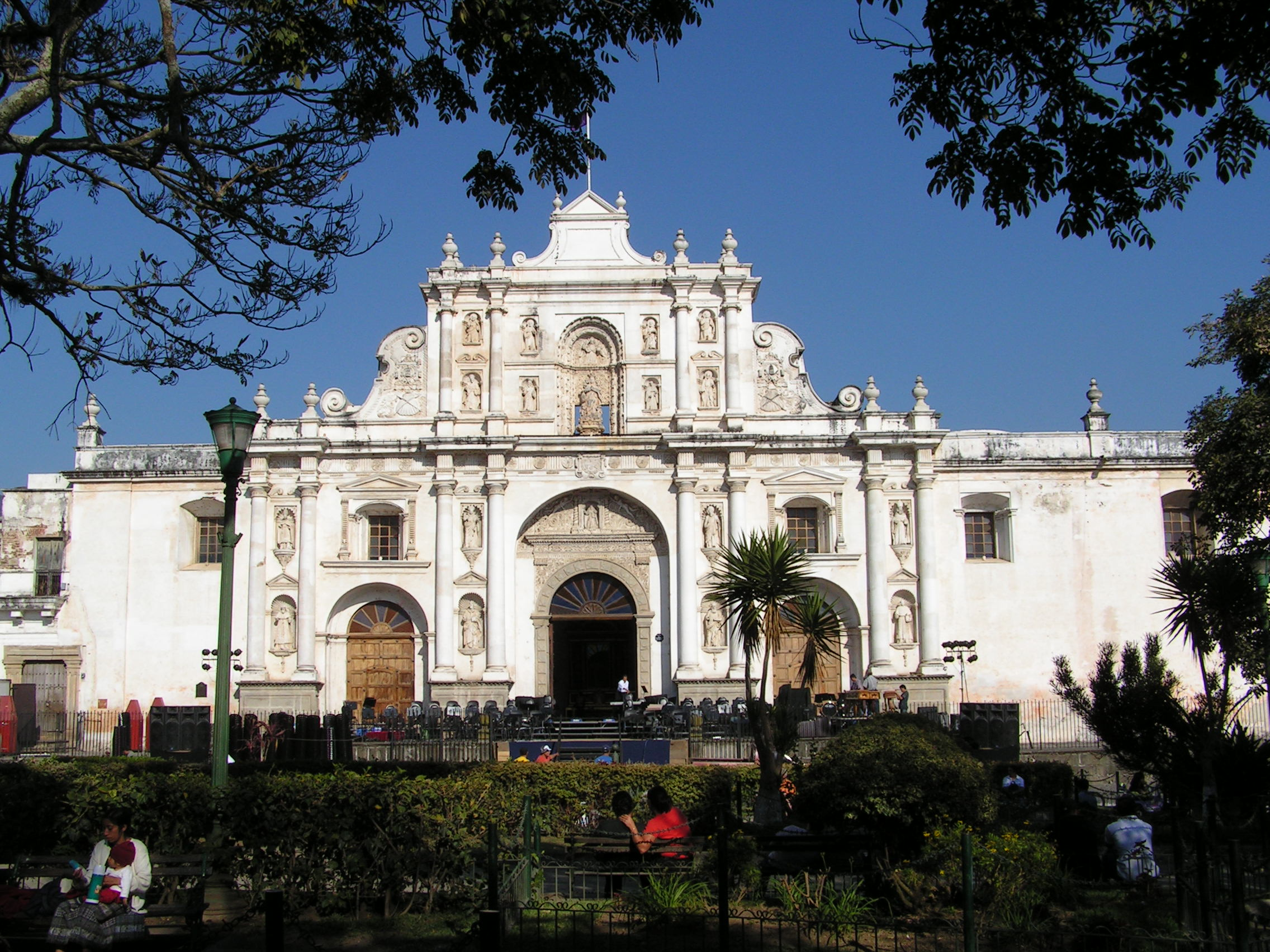
Собор святого Иосифа, город Гватемала, Гватемала

53,3 % населения Гватемалы составляют испаноязычные гватемальцы, в том числе 39,3 % — метисы (ладино), 14,0 % — «белые» (креолы). Индейцы в основном относятся к группе майя (41,5 %): киче (14,2 %), маме (10,1 %), какчикели (5,8 %), кекчи (3,9 %), поком (1,4 %), канхобали (1,2 %), хакальтеки (1,1 %), цутухили (0,9 %), ишили (0,7 %), чухи (0,5 %), чорти (0,4 %) и др.; особую группу метисного населения составляют гарифуна (0,2 %). Из неаборигенного населения в Гватемале живут американцы (2,8 %), вест-индские негры (2,1 %), китайцы (0,2 %), выходцы из Великобритании (0,1 %) и др.
На 30 июня 2012 года население Гватемалы оценивается Национальным институтом статистики (INE) в 15 073 375 жителей. Прирост населения составил 2,44 % за год.
По данным национального обследования условий жизни (ENCOVI) в 2011 году преобладают некоренные народы, которые составляют 60,2 % населения, коренные народы — 39,8 %. Доля коренного населения в департаменте Эль-Прогресо меньше 1,8 %, в Сакапе меньше 1 %, в Халапе меньше 0,1 %. Народность киче составляют 11,0 % населения страны и 95,9 % в департаменте Тотоникапан. Народность какчикели — 7,8 % населения, кекчи — 8,3 %, мам — 5,2 % населения. В департаменте Солола киче составляют 35,3 %, какчикели — 50,1 %. В департаменте Альта-Верапас кекчи составляют 79,1 % населения.
По переписи 1893 года коренные народы составляли 64,7 % населения.
Динамика численности населения: 1,452 млн. (1891); 1,842 млн. (1903); 3,787 млн. (1950); 4,1 млн. (1962); 13,6 млн. (оценка на июль 2010).
Рождаемость: 27,4 на 1000
Смертность: 5,0 на 1000
Эмиграция — 2,2 на 1000
Продолжительность жизни: 69 лет у мужчин, 73 года у женщин
Грамотность: 75 % мужчин, 63 % женщин (по переписи 2002 года).
Городское население: 49 %.
Религиозная составляющая населения: преимущественно католики и протестанты. Из протестантов представлены верующие Церкви Бога, Ассамблей Бога, баптисты, мормоны, адвентисты, квакеры. После вхождения весной 2010 года неканонической организации «Православно-католическая Церковь Гватемалы» в состав Константинопольского патриархата православных христиан в Гватемале около 4 % населения.

## Внешняя политика
Самой большой нерешённой проблемой во внешней политике Гватемалы является один из самых протяжённых территориальных споров, который продолжается более 150 лет между Белизом и Гватемалой. Гватемала претендует на территорию от реки Сарстун до реки Сибун общей площадью 12 800 квадратных километров, что составляет половину территории Белиза. Также для Гватемалы очень важны отношения со своим большим северным соседом Мексикой. В 2001 году Гватемала и Мексика подписали Соглашение о свободной торговле (вместе с Сальвадором и Гондурасом), известное как Соглашение о свободной торговле между Мексикой и Северным треугольником.
С 1960 по 1996 год в Гватемале бушевала гражданская война. Повстанцев из Гватемальского национального революционного единства поддерживали Куба и Никарагуа, а правительство Гватемалы заручилось поддержкой Аргентины и США. В декабре 1996 года представители правительства и командование партизан подписали «Договор о прочном и длительном мире», положивший конец гражданской войне.